# 家臣団
家臣団（かしんだん）とは、将軍や大名など武家に仕える家臣層・家臣の集団である。特に主君のそば近くに仕えるものは近臣（きんしん）と呼んだ。

## 中世以前の主従関係
中世以前の武士の主従関係において武門の棟梁に従属する武士を家人と称した。こうした家人の多くは平安時代の郡司・土豪の系譜をひき、国府の在庁官人として国府行政の一端を担い、一方で院宮王臣家や有力な寺社に荘園を寄進して国府の重税から逃れることで財政負担と朝廷からの干渉・介入を防いだ。同時に対外的な武力侵攻に対しては貴い血筋と武名、朝廷や権門との親密さを背景に地方に強固な勢力を持つ武門の棟梁に臣従して本領安堵を請い、その保護下に入ることで難を逃れた。即ち、地方武士の多くは自己保存のために利害を共有できる権威・権力者と複数の主従関係を持つことで、独立と自己保存、そして勢力拡大の機会を獲得していった。特に武士間の主従関係においては利害関係が如実であり、不利な戦況にある武門の棟梁の下から去り、敵対勢力への鞍替えをしたり、背く場合もあるなど、武士の主従関係とは決して絶対的なものではなかった。初の武家政権となる鎌倉幕府が成立して以降も同様である。
室町時代に至ると、武家の主従関係はそれ以前よりは強固とな関係となる。鎌倉時代の守護の系譜をひく武家は室町幕府においても多くが守護として任ぜられ、それまでにない半済や守護請の権限を獲得し荘園への収税権をかけることができると同時に、任国の旧地頭層の系譜をひく国人領主を被官として従属させ、院宮王臣家や寺社の荘園にも守護請など一定の収税権を獲得するなど、強い勢力基盤を形成するようになった。国人領主も幕府の奉公衆の地位を得て守護の干渉を防いだり逆に牽制することもあった。逆に守護の被官として貢献度を高め守護代の地位を勝ち得たり、幕府や守護を通じて官位を得て、その威光を背景に対外勢力の侵略を防いだり、自らの支配権の正当化が図られた。
一方でそれら守護や国人の支配権は無条件に強固になったわけではなく、被官が他の守護に寝返ったり、他の国人と一揆を結んで守護の干渉を防ぐこともあった。荘園に対する収税についても守護不入権を勝ち得た荘園には介入の余地がなく、非合法で横領する他はこれらを支配下に組み入れることは困難であった。国人領主も同様であり一門や庶家、配下の土豪層とは主君と家来というよりは緩やかな同盟関係に近く、国人領主の存在は主君というより盟主に近かった。故に国人が配下の庶家や土豪の意向を無視することはできなかった。ややもすれば、国人の配下が幕府や守護に願い出て国人として自立を図ることもあれば、利害をたがえた場合、庶家が国人に公然と反逆し合戦に及ぶことすらあった。即ち、中世以前の武家の主従関係は利害を共有することにより成立し、決して絶対的なものではなかった。

## 戦国大名と家臣団
戦国時代以降も、主従関係において利害の共有が重要であることに違いはなかった。むしろ、下剋上やより利害を違えた場合、鞍替えすることが当然視されるに及んでより顕著となったといってよい。但し、室町時代以前の守護大名や守護代、国人領主と戦国大名の大きな違いは強固な家臣団を形成し得たかどうかにある。
大名の家臣団にとって、中世以前と大きく異なるのが、有能な家臣の登用である。一門や庶家、縁戚、或いは有力国人や土豪を系譜に持つ有力家臣が大名家の内政を左右することは珍しくないが、尾張国の戦国大名織田信長が、農民の子から足軽になった羽柴秀吉（豊臣秀吉）を家臣に登用したように、実力次第では出世が可能になるのも、戦国大名の家臣団において見られたひとつの傾向であった。一方で血縁と伝統的な主従関係の下に成立した譜代の家臣と実力を買われ登用された新参の軋轢も生まれることもあった。
また、戦国時代も後期に至ると、それまでの半独立的な地位と状況によっては命令を拒むことができた被官層を完全に従属させ家臣とし、有力な大名は城下町を形成して屋敷を与え、家臣または家臣とその妻子を住まわせることで背信を防いだり、次第に武士の土着化を防ぐようになっていった。豊臣秀吉が関白となって以降は兵農分離が進み、平時は知行地で農業にも携わった家臣を完全なる文吏または武人として専業化させるに至り、大名と家臣の関係も必要に応じ登城し務めを果たす関係から常に登城し務めを果たす専従の関係へと発展していった。

## 江戸時代以降
江戸時代以降となると、将軍の絶対的な権力の下で直臣たる近世大名と陪臣である家臣団の関係はより絶対的な主従関係となり、家臣に領地を与え、または本領安堵をし土地支配権を認める知行制に替えて、武士の給与を俸禄制とし、大名の土地支配権を大名が一括して担う傾向が強くなった。その中で次第に家臣団が支配下の領主群から、大名家の奉公集団への性格を強めることになっていった。平穏な時代の訪れとともに武断的な家臣よりは文治的な家臣が重用されるようになったことに加え、安土桃山時代になされた兵農分離に加え江戸時代に俸禄制が主流になったことで武士の吏僚化が益々進み、領主としての武士は官僚・役人としての武士としての性格を強めることとなった。